# Sikorzyce (Gościno)
Sikorzyce (deutsch Meisegau) ist ein Wohnplatz in der Woiwodschaft Westpommern in Polen. Er gehört zur Gmina Gościno (Gemeinde Groß Jestin) im Powiat Kołobrzeski (Kolberger Kreis).

## Geographische Lage
Der Wohnplatz liegt in Hinterpommern, etwa 100 Kilometer nordöstlich von Stettin und etwa 25 Kilometer südlich von Kołobrzeg (Kolberg). Etwa zwei Kilometer nördlich verläuft von West nach Ost die Landesstraße 6, deren Verlauf hier der ehemaligen Reichsstraße 2 entspricht. 

## Geschichte
Der Wohnplatz wurde erstmals um 1880 genannt. Damals bestand er aus drei Ausbauten, die etwa zwei Kilometer südlich des Dorfes Ramelow angelegt worden waren. Der Ortsname Meisegau ist von Flurnamen abgeleitet: Der Kleine Meisgrund befindet sich nördlich, der Große Meisgrund südlich. Im Jahre 1885 wurden in Meisegau 23 Einwohner gezählt, im Jahre 1895 28 Einwohner und im Jahre 1905 29 Einwohner.
In Meisegau bestand eine Station an der Bahnstrecke Groß Jestin–Stolzenberg der Kolberger Kleinbahn. Bis 1945 bildete Meisegau einen Wohnplatz in der Gemeinde Ramelow und gehörte mit dieser zum Kreis Kolberg-Körlin in der Provinz Pommern. 1945 kam Meisegau, wie ganz Hinterpommern, an Polen. Die Bevölkerung wurde vertrieben. Meisegau erhielt den polnischen Ortsnamen Sikorzyce. 
Der Wohnplatz mit 8 Einwohnern (Stand 2017) gehört heute zum Schulzenamt Ramlewo (Ramelow) in der Gmina Gościno (Gemeinde Groß Jestin).